# Улоф Лаґеркранц
Улоф Густав Гуго Лагеркранц (швед. Olof Gustaf Hugo Lagercrantz, 10 березня 1911, Стокгольм — 23 липня 2002, Дротнінґгольм, Екере, лен Стокгольм) — шведський поет, літературознавець і публіцист. Як головний редактор теми культури у Dagens Nyheter у 1960—1975 роках він відігравав ключову роль у радикалізації шведського культурного життя, що відбулася в цей час.

## Біографія
Улоф Лагеркранц був сином директора банку Карла Лагеркранца і графині Агнес Гамільтон, дочки політика й письменника Гуго Гамільтона, дідом якого був Ерік Густав Геєр. Улоф зростав у Фальчепінгу, і його ранні роки були затьмарені депресивною хворобою матері, а пізніше також самогубством сестри. Улоф Лагеркранц був братом історика Ебби Льонрота, письменниці Ліс Асклунд і професора медицини Рутгера Лагеркранца, зведеним братом письменника й журналіста Арвіда Лагеркранца і дядьком літературознавця Ларса Льоннрота й політика Югана Льоннрота.
31 грудня 1939 року він одружився з Мартіною Руін (народилася 3 травня 1921 у Гельсінкі, померла 15 жовтня 2019 у Стокгольмі у сім'ї професора Ганса Руіна та Карін Руїн, працювала діловодом у бібліотеці). У них було п'ятеро дітей: соціолог Мартін Лагеркранц (1940 р.н.), юрист Ріхард Лагеркранц (1942 р.н.), лікар Айме Лагеркранц (1947 р.н.), акторка Маріка Лагеркранц (1954 р.н.) і письменник Давід Лаґеркранц (1994 р.н.).
Коли почалася Зимова війна, Лагеркранц брав участь у русі за допомогу Фінляндії. Разом з Карлом-Густавом Гільдебрандом він написав буклет Finlands sak är vår («Справа Фінляндії — наша справа»), який поширився тиражем 900 тис. примірників, і був редактором журналу «Волонтер» шведського добровольчого корпусу. Він також працював над приєднанням Швеції до війни на фінському боці. Після Московського миру 1940 року він висловлював сильний відчай через те, що він сприймав як зраду власної країни, і його ідеалізм вилився у відставку.
У наступні роки Улоф Лагеркранц працював позаштатним рецензентом і культурним критиком для різних газет і культурних журналів. Його приваблювала робітнича література; знуджений аристократичним середовищем, у якому виріс, він бунтував проти істеблішменту та всього традиційного. Однак саме працювати він прийшов саме в консервативні газети Nya Dagligt Allehanda і Svenska Dagbladet. У Svenska Dagbladet він працював з 1940 року, спочатку як позаштатний письменник і рецензент, а в 1945—1951 роках як редактор культури. У цей час у нього ще були риси культурного консерватизму, хоча «практикував… культурний саботаж», висвітлюючи письменників-модерністів.
Лагеркранц став доктором філософії у 1951 році, захистивши дисертацію про авторку та родичку Агнес фон Крусеншерну. Він писав для «Літературного журналу Бонніерів» у 1942—1950 роках, був членом редакції Samtid och Framtid (1944—1945), редактором Vintergatan (1945—1947) і директором лекційної служби Стокгольма (1949—1955). Працював головою відділу культури у Dagens Nyheter (1951—1960), після чого був одним із двох головних редакторів у 1960—1975 роках, відповідаючи за культуру. Улоф Лагеркранц похований у меморіальному гаю на Сульнському цвинтарі.

## Творчість та літературна критика

### Поезія та ранні твори
В юності, важко хворий на пневмонію, Лагеркранц дебютував як поет із віршем «Мертвий птах» (Den döda fågeln, 1935). Перші його збірки віршів мали тонко налаштований природний ліризм і слабку, релігійно забарвлену емоційну поезію. У своєму єдиному романі «Труді» (Trudi) він розповідає про жінку, що сходить з розуму. Мотиви з трагедій дитинства з'являються також у збірці «Вірші з болота» (Dikter från mossen, 1943), з якою автор постає як «зрілий лірик із змістом, що прагнув знайти вихід, таємно насиченими, тривожними переживаннями, які часто творили гострокомпоновані вірші, відлиті, однак, у кристально чистій формі». За змістом це виходить модерністським, з відмовою від моралізаторства та ціннісних суджень, а також з жорстоким песимізмом. Стримана напруженість, дзвінкість строф і захоплива атмосфера в окремих його мотивах забезпечили йому окреме місце в поезії тридцятих років.
«Щоденник» (Dagbok, 1954), а також його продовження, «Вірші й щоденник» (Dikter och dagbok, 1955), є суб'єктивними роздумами з поетичними та публіцистичними якостями. Збірка віршів «Рядки» (Linjer, 1962) пориває з традиціоналістською формою і виражає його відчайдушний емоційний стан. Завершуються «Рядки» стало констатацією, що арифметика життя не є правильною без раю. Таким чином, ми повинні мати право уявити собі його «у суворому кам'яному світі реальності». Цією збіркою Улоф Лагеркратц розпрощався з ліричною поезією. Пізніше він пояснив, що поезія була чимось на кшталт шляху втечі: «Поезія як хранителька і захисниця вічного життя стала спокусою, тоді як моє сумління спонукало мене зайняти позицію в політичному житті».

### Монографії
Докторська дисертація Улофа Лагеркранца — біографія Агнес фон Крусенштерни (1951) — є першою у серії монографій видатних авторів, переважно 20-го століття, але іноді й старших. Біографія фон Крусенштерни багато в чому була заснована на власному знайомстві Лагеркранца з нею, його доступі до її збережених паперів і спогадах членів спільного сімейного кола. Пізніші книги про, серед інших, Стіга Дагермана, Данте, Гуннара Екелефа, Августа Стріндберга та Джозефа Конрада є чимось середнім між біографією, аналізом мотивів та вільними критичними есеями, і завдяки своїй відкритій привабливості та здатності відтворити походження й атмосферу поезії, вони завоювали велику аудиторію. У 1961 році видана книжка «Шведські поети» (Svenska lyriker), яка містить короткі портрети таких осіб, як Віктор Рідберг, Густав Фредінг, Едіт Седергран, Нільс Ферлін, Гаррі Мартінсон та Карін Боє.

### Літературна критика
У 1946 році Улоф Лагеркранц став відповідальним за висвітлення поезії в Svenska Dagbladet, а в 1951 році — культурним редактором газети Dagens Nyheter, відповідальним за висвітлення літератури, де він оглядав більшість опублікованих книг і рецензував твори як дебютантів, так і визнаних авторів.
Деякі з текстів Лагеркранца є, по суті, програмними позиціями різних точок, які рецензент робить відповідно до тогочасних радикальних культурних ідеалів «обов'язку освічених».
У Лагеркранца часто були особисті стосунки з авторами, чиї книги він рецензував, але це не заважало йому також різко їх критикувати, що таки впливало ці самі стосунки. Ворожнечу між Лагеркранцом і Свеном Стольпе підсилили критичні відгуки, а в 1964 році Лагеркранц написав зневажливу рецензію на четверту частину мемуарів Герберта Тінгстена, що призвело до розриву між колишніми друзями та колегами.
Як літературний критик найбільшої шведської газети, який спрямовував культурні дебати, Лагеркранц був дуже впливовим. Його відстоювання свого права писати на цю тему також і з особистої позиції могло призводити до різко негативних рецензій, які сприймалися оточуючими як відсутність у Лагеркранца самосвідомості того, наскільки сильною владною позицією він займав як критик.
Його літературну критику вважають стилістичним прикладом для наслідування, за своєю формою вона новаторська, але водночас суперечлива. Про нього як літературознавця написано кілька дисертацій, наприклад «Одягнений у свою мову» Стіни Оттерберг (Klädd i sitt språk, 2010) та «І кожне продиктоване слово стосується буття чи небуття життя» Єспера Гамберта (Och varje diktat ord gäller livets vara eller icke vara –Olof Lagercrantz litteraturkritik i Dagens Nyheter, 2011).

### Інші праці
В есе «Зустрічі з Біблією» (Möten med Bibeln, 1941) Лагеркранц висловлює трепетне ставлення до християнства, яке згодом перетворилося на радикальне дистанціювання від християнства. Він також дійшов висновку, що християнська мораль «майже повсюдно є неправильною».
Лагеркранц написав дві автобіографії. У «Мій перший контур» (Min första krets, 1982), він зображує світ гамівних сорочок і порожніх умовностей, де домінують ненормальна суворість і жорсткість його батька. В «Один рік у шістдесятих» (Ett år på sextiotalet, 1990) зображений його погляд на період у Dagens Nyheter.
Лагеркранц також написав багато статей і як культурний журналіст, деякі з них привернули особливу увагу, як-то його статті з Китаю в 1970 році.

## Публіцистична і культурна діяльність

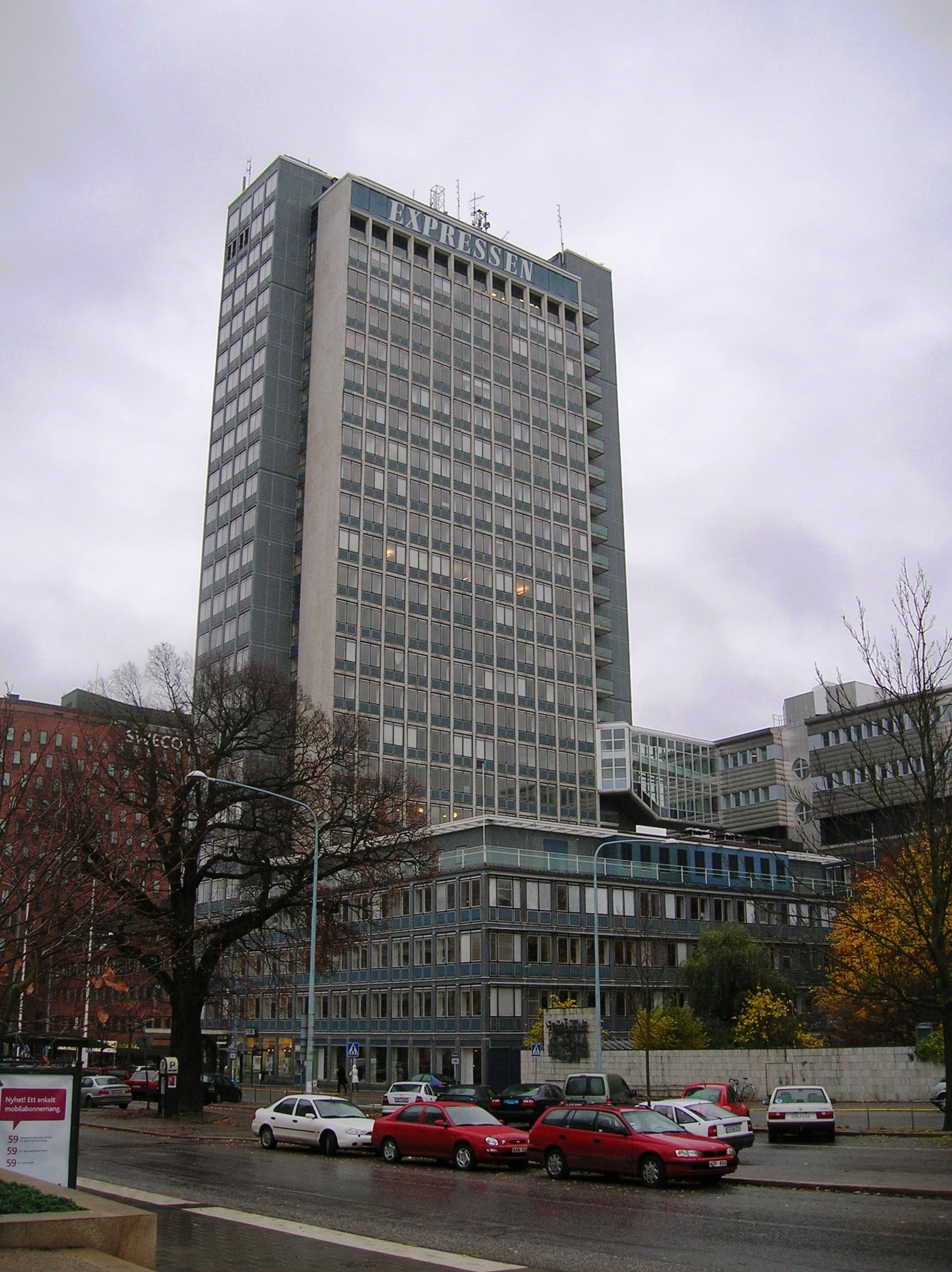
Будівля DN у Стокгольмі. Улоф Лагеркранц був головним редактором DN упродовж п'ятнадцяти років, і останні одинадцять з них він працював у цій будівлі.

### Публіцистична кар'єра
Герберт Тінгстен запросив Лагеркранца до Dagens Nyheter у 1951 році, й завдяки їхній спільній праці упродовж 1950-х років газета стала лідером шведських соціальних і культурних дебатів.
Коли Тінгстен пішов у відставку з посади головного редактора в 1960 році, Лагеркратц був призначений одним із двох головних редакторів газети, відповідальним за культурні питання. Співпраця з колегою Свеном-Еріком Ларссоном була напруженою. У 1968 році Лагеркранц висунув вимогу бути єдиним головним редактором, а інакше мав намір залишити газету. Незалежні працівники культури, Шведська асоціація письменників і місцевий клуб журналістів висловили побажання, щоб він залишився; клуб, однак, наголошував на важливості позиції Ларссона. Розкол не привів до жодних змін. До того як у 1972 році його контракт продовжили, сорок журналістів звернулися з листом до керівництва проти Лагеркранца, тоді як більшість його підтримала.
Після періоду сильної експансії, з 1970 року газета поступилася в ринковій частці газеті Svenska Dagbladet, що у подальшій дискусії пояснювалося нібито тим, що Dagens Nyheter під керівництвом Лагеркранца зазнала зсуву вліво.
З родиною власників Бонніер спочатку були добрі стосунки, але поступово виникла напруженість у відносинах з генеральним директором Еріком Гусом і Бонніерами. Декілька представників родини висловили своє невдоволення погіршенням якості, якого, на їхню думку, зазнала Dagens Nyheter, але інші його захищали, і зрештою редакція залишилася з вільними руками і правом писати майже все, що хочеться.

### Культурна особистість
Завдяки своїй центральній ролі у Dagens Nyheter, Улоф Лагеркранц, особливо після того, як у 1960 році зайняв посаду головного редактора, став одним із найвпливовіших культурних діячів у Швеції, поки не вийшов на пенсію в 1975 році.
Уже в ролі літературного критика він виступав за культурний радикалізм, стверджуючи, що власні погляди рецензента на тему можна відображати в рецензії. Він також був антиавторитарним, що знайшло відображення в його поглядах у так званих дебатах про невірність 1966 року та у його твердому відкиданні церкви. Він також прагнув зробити культурну сторінку газети відкритим форумом, місцем для відмінних думок, таких як публікації «лівих письменників», як-то Йоран Пальм, Ларс Форсселл та Ларс Юлленстен.
Коли Лагеркранц зайняв посаду, то відкинув рішучий антикомунізм свого попередника Тінгстена і в 1965 році відкинув термін «ліберальний». У своїй промові в газеті Myggan клубу журналістів DN Лагеркранц заявив, що розмови про ліберальну лінію — це «просто фрази» та «дурниці», і неодноразово підкреслював, що він не співчуває лібералізму свого часу. Коли газета офіційно відзначила свою незалежність від політичних партій у 1973 році, слово «ліберальний» вилучили з опису її профілю на редакційній сторінці.
Лагеркранц боровся за вільну сексуальність. Сара Лідман назвала його газету «одним із піонерів порнографії у Швеції». У книзі «Від пекла до тераю» (Från helvetet till paradiset) він відкидає думку Дороті Сеєрс про те, що проклята душа в Данте мала б утриматися від зради і образи свого чоловіка словами, що так може сказати лише той, хто «ніколи не любив». Коли єпископ Бо Єртц засудив аморальну літературу, Лагеркранц назвав це «підбурюванням» і порівняв з нацизмом.
З середини 1960-х років темою з найбільшим впливом була війна у В'єтнамі. Лагеркранц виступав проти участі США у війні, критикував Південний В'єтнам і симпатизував комуністичним партизанам і Північному В'єтнаму. Він вважав, що погляд західного світу на світові події страждає від «домінування Заходу на фронті новин». Здійснив декілька репортажних поїздок до Радянського Союзу та Китаю. У 1992 році політик і письменник Пер Альмарк описав статті як «віддавання шани Китаю», але «засудження ГУЛАГу водночас із нападками на антикомунізм». Історик Альф В. Юганссон описав їх у 1994 році як «данину Китаю Мао і Культурної революції», але також словами: «Він розуміє комунізм як мрію про справедливість, але з огидою відвертається від радянської системи».

## Критика особи Улофа Лагеркранца
Улоф Лагеркранц був завжди готовий до протистояння й не ухилявся від конфліктів. Жорстокість його нападів на шанованих людей, таких як Астрід Ліндгрен, Даг Гаммаршельд та його попередник Герберт Тінгстен, викликала обурення, як і його зневажливі заяви щодо таких інституцій, як церква, королівські особи та Шведська академія. Його позиція проти лібералізму та антикомунізму та його точка зору щодо в'єтнамського конфлікту також викликали сильні почуття.
Лагеркранца дуже відкрито публічно критикували, наприклад:
- У 1980 році Свен Стольпе опублікував біографію «Улоф Лагеркранц», яка здебільшого є критикою Лагеркранца з акцентом на його поглядах на життя. Стольпе так описує свого опонента: "Він ідіот, але аж ніяк не дурень. Це цитата, запозичена з біографії Калігули Віктора Ридберга.[49]
- Коли Гаррі Мартінсон і Ейвінд Юнсон були удостоєні Нобелівської премії з літератури, піднялася хвиля жорсткої критики, не в останню чергу з боку Лагеркранца. Секретар Шведської академії Ларс Юлленстен намагався довести, що таке ставлення до Мартінсона стало причиною його самогубства.[50] Характеризуючи особистість Лагеркранца, Юлленстен порівняв його з хворобливим, крутливим котом, який у неочікувані моменти дряпається так сильно, як тільки може.[51]

## Бібліографія

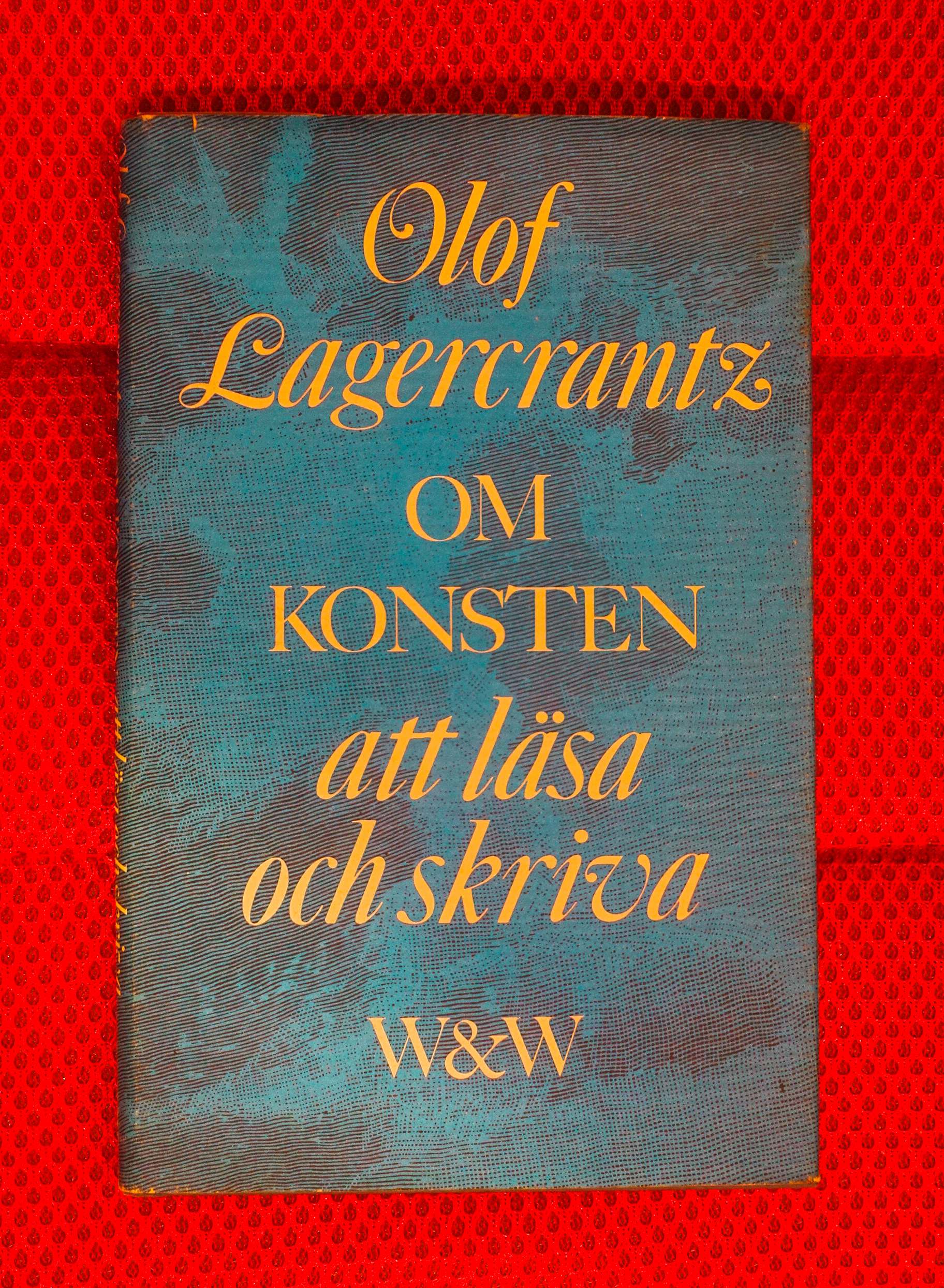
Книжка Om konsten att läsa och skriva, 1985

### Художня література
- Den döda fågeln, 1935 (вірші)
- Den enda sommaren 1937 (вірші)
- Trudi 1939 (роман)
- Dikter från mossen, 1943 (вірші)
- Dikter och dagbok 1955 (збірка віршів 
з частиною Fågelropet)
- Linjer, 1962 (вірші)
- Dikter 1935–1962 1964
- En blödande ros 1991 (вірші i urval)

### Автобіографії
- Min första krets 1982
- Ett år på sextiotalet 1990

### Есе, статті та інше
- Möten med bibeln 1941
- Om kärlek 1946
- Fågelropet ur dimman 1947 (есеї)
- Dagbok 1954
- Ensamheter i öst och väst 1961 (подорожні записи)
- Opinionslägen 1968 (добірка статей DN)
- Tröst för min älskling 1971
- Enhörningen 1977
- Om konsten att läsa och skriva 1985
- Mina egna ord 1994 (добірка статей DN)
- Vid sidan av : Möten med författare från fyrtiotal till sjuttiotal 2011
- Pennan under strecket 2021 (добірка есеїв Svenska Dagbladet)

### Літературознавчі праці
- Jungfrun och demonerna 1938 (про Карлфельдта)
- Studieplan i svensk lyrik 1950
- Agnes von Krusenstierna, 1951 (переглянуто 1980)
- Stig Dagerman 1958
- Svenska lyriker 1961
- Från helvetet till paradiset 1964 (про Данте)
- Den pågående skapelsen 1966 (Неллі Закс)
- Att finnas till (Джеймс Джойс) 1970
- Tretton lyriker och Fågeltruppen 1973
- Från Aeneas till Ahlin 1978
- August Strindberg 1979
- Eftertankar om Strindberg 1980
- Färd med mörkrets hjärta 1987 
(Джозеф Конрад)
- Att läsa Proust 1992
- Jag bor i en annan värld men du bor 
ju i samma 1994 (Гуннар Екелеф)
- Dikten om livet på den andra sidan 1996 
(Еммануїл Сведенборг)

## Премії та нагороди
- Премія Беллмана[sv] 1957 року
- Літературна премія Північної Ради 1965 року за Från helvetet till paradiset
- Премія «Аніара» 1986
- Премія Карлфельдта[sv] 1988
- Пілотська премія 1989 року
- Премія Лоттен фон Кремер[sv] 1995 року
- Почесний житель Скараборгу 2001 від Скараборзької академії[sv] — за один із найгостріших олівців 20 століття

### Друковані джерела
- Asklund, Lis (1986), Uppbrott, Stockholm: Norstedts
- Barck, P.O. (1973), Mina oroliga år, Helsingfors: Söderström
- Brandell, Ulf (1976), Dagbok med DN, Stockholm: Trevi
- Gyllensten, Lars (2000), Minnen, bara minnen, Stockholm: Bonniers
- Hadenius, Stig (2002), Dagens Nyheters historia. Tidningen och makten 1864-2000, Stockholm: DN, ISBN 91-7588-480-1
- Hultén, Gösta; Samuelsson, Jan (1983), Mediavänstern – En närbild av den dolda åsiktsproduktionen i Sverige, Stockholm: Bonniers
- Lagercrantz, Olof (1961), Ensamheter i Öst och väst, Stockholm: Wahlström & Widstrand
- Lagercrantz, Olof (1964), Från helvetet till paradiset. En bok om Dante och hans komedi., Stockholm: Wahlström & Widstrand
- Lagercrantz, Olof (1980), Eftertankar om Strindberg, Stockholm: Författarförlaget
- Lagercrantz, Olof (1982), Min första krets, Stockholm: Wahlström & Widstrand
- Lagercrantz, Olof (1990), Ett år på sextiotalet, Stockholm: Wahlström & Widstrand
- Linder, Erik Hjalmar (1965), Ny illustrerad litteraturhistoria I Fem decennier av nittonhudratalet, Stockholm: Natur och kultur
- Ortmark, Åke (1969), De okända makthavarna, Stockholm: Wahlström & Widstan
- Otterberg, Stina (2010), Klädd i sitt språk. Kritikern Olof Lagercrantz., Stina Otterberg och ellerströms förlag, ISBN 978 91 7247 237 2
- Ruin, Olof (2001), Vårt behov av Olof. En vänbok till Olof Lagercrantz 90-årsdag, Stockholm: Wahlström & Widstan, ISBN 91-46-18187-3
- Stolpe, Sven (1980), Olof Lagercrantz, Stockholm: Askild & Kärnekull
- Storå, Siv (1990), Lyriker med förhinder. Studier i Olof Lagercrantz’ tidiga författarskap., Åbo: Åbo Akademis förlag
- Wizelius, Ingemar (1989), Stormarnas hus. En krönika om DN 1964-1989 Del 2, Stockholm: DN, ISBN 91 7588 955-2

## Подальше читання
- En vänbok till Olof Lagercrantz 90-årsdag, Stig (2001), Vårt behov av Olof, Stockholm: Wahlström & Widstrand, ISBN 91-46-18187-3
- ABF seminarium november 2005 (2005), Röster om Olof Lagercrantz, Stockholm: ABF och författarna, ISBN 91-87980-19-3
- Hagman, Urban (2011), Illusionisten Olof Lagercrantz, Stockholm: Bokförlaget Mormor, ISBN 978-91-85841-38-7